# Papa Pascal al II-lea
Papa Pascal al II-lea (născut Raniero; n. anii 1050, Galeata, Emilia-Romagna, Italia – d. 21 ianuarie 1118, Roma, Statele Papale) a fost papă al Romei în perioada 13 august 1099 - 21 ianuarie 1118. Papa Pascal al II-lea s-a născut în provincia Romagna. 
Pontificatul papei Pascal al II-lea stă sub semnul Convenției de la Sutri din 1111, care n-a fost privită cu ochi buni de clerici, întrucât Biserica renunța la bunurile oferite de puterea imperială, în timp ce împăratul renunța la învestitură.
În 1113 papa Pascal al II-lea a recunoscut Ordinul Suveran al Cavalerilor de Malta ca ordin religios.